# Camaldoli
Pour les articles homonymes, voir Camaldoli (homonymie).

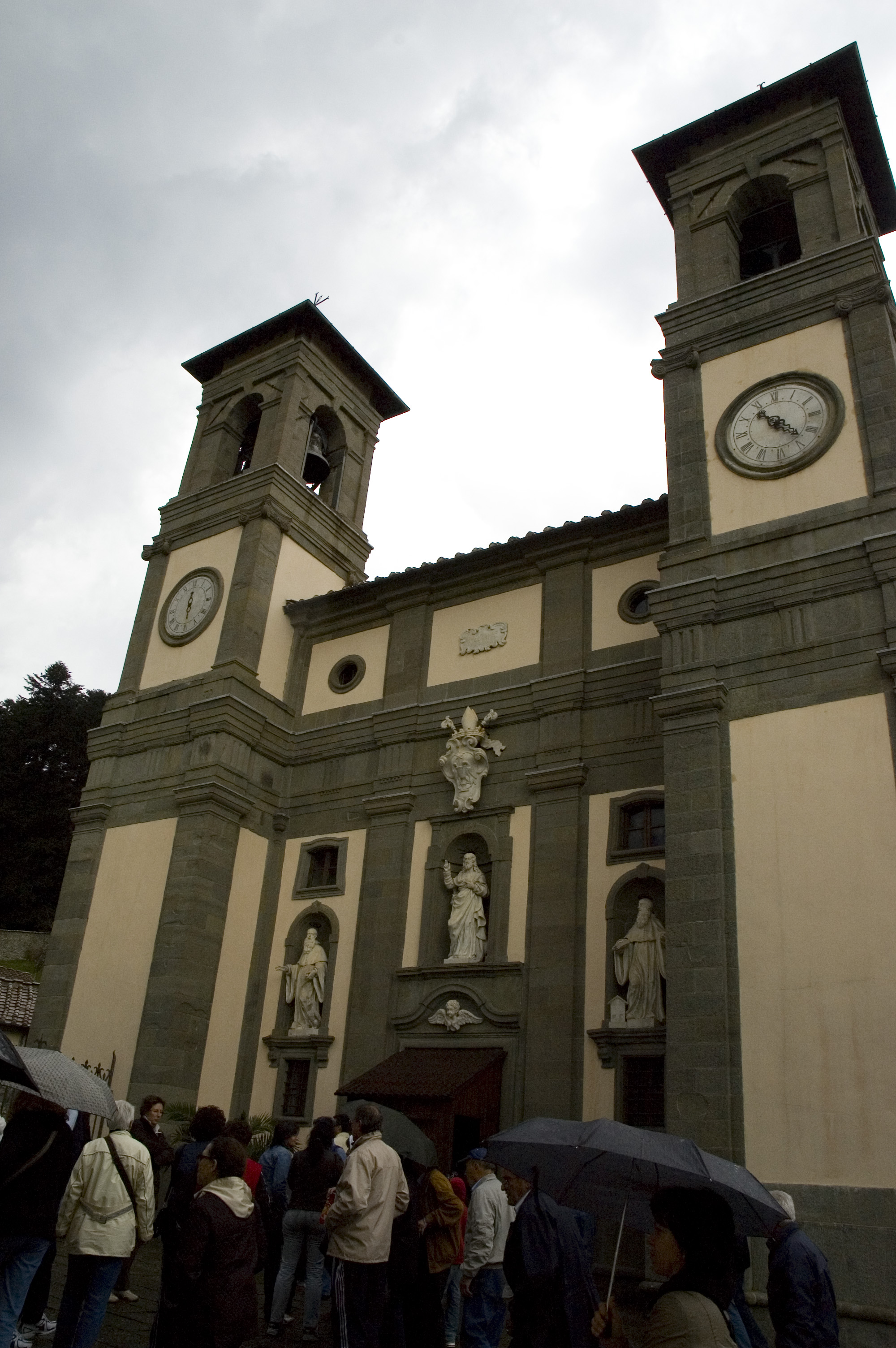
Façade de l'église Saint-Sauveur (ermitage).

Camaldoli est un écart (frazione) de la commune italienne de Poppi, de la province d'Arezzo, dans le massif forestier du Casentino, qui constitue un parc naturel. Ce lieu a été rendu célèbre par la fondation d'un ermitage, au début du XIe siècle, par le moine bénédictin Romuald de Ravenne († 1027), un établissement qui a été le foyer historique de la Congrégation bénédictine des camaldules (Congregatio Camaldulensium). Les camaldules se distinguent visuellement des autres bénédictins en portant un habit blanc (et non noir) et la barbe pleine.

## Généralités
Saint Romuald a fondé plusieurs implantations monastiques en Toscane, en Romagne et en Istrie. Le nom Camaldoli viendrait du latin Campus Maldoli (en italien Campo del Maldolo), le « champ de Maldolo », un riche habitant d'Arezzo (un comte) qui aurait donné au moine-ermite le domaine sur lequel il s'installa avec quelques compagnons.
Il existe en fait deux établissements religieux homonymes distants d'environ trois kilomètres (appartenant à la même congrégation, soumis à la même règle, mais avec l'accent mis, d'un côté sur le recueillement dans la solitude, de l'autre sur les activités communautaires) :
- l'ermitage de Camaldoli, fondé par saint Romuald lui-même vers 1023, constitué à l'origine de cinq cellules d'ermites et d'un oratoire dédié au « saint Sauveur transfiguré » (San Salvatore Trasfigurato) et consacré en 1027 par Teodaldo, évêque d'Arezzo ;
- le monastère communautaire (cœnobium) de Camaldoli, créé à l'origine autour d'un « hospice »[3] (en italien foresteria), lieu d'accueil pour les pèlerins et autres voyageurs, fondé en 1046 par les moines à une certaine distance de l'ermitage.

Le monastère est situé à environ 820 mètres d'altitude, au milieu d'une forêt, au bord d'une branche de l'Archiano, un petit cours d'eau torrentueux affluent de l'Arno. L'ermitage, quant à lui, se trouve à environ 1 100 d'altitude. Les alentours constituent une réserve de biodiversité (Riserva biogenetica di Camaldoli), avec entre autres le Laghetto Traversari, un étang d'origine artificielle (creusé au début du XVe siècle pour élever des poissons pour les moines), mais qui s'est naturalisé depuis.

## Le monastère
Le complexe conventuel actuel, organisé autour d'un cloître central, date du XVIe siècle (travaux achevés en 1611). On admire particulièrement le réfectoire, avec stalles et tables en bois de noyer installées en 1609, un grand tableau de Niccolò Pomarancio (Le Christ servi par les anges) couvrant le mur du fond, et autour de la pièce notamment deux œuvres de Lorenzo Lippi et deux autres de Giovanni Camillo Sagrestani. Remarquable également la pharmacie, aménagée en 1543 avec de belles étagères en bois de noyer (l'hôpital monastique a fonctionné jusqu'en 1810). L'église, dédiée aux saints Donato et Ilariano, a été largement reconstruite au XVIIIe siècle (travaux achevés en 1775), avec un intérieur de style baroque ; on y voit notamment sept tableaux de Giorgio Vasari, conservés de l'édifice précédent, qui datait du XVIe siècle.

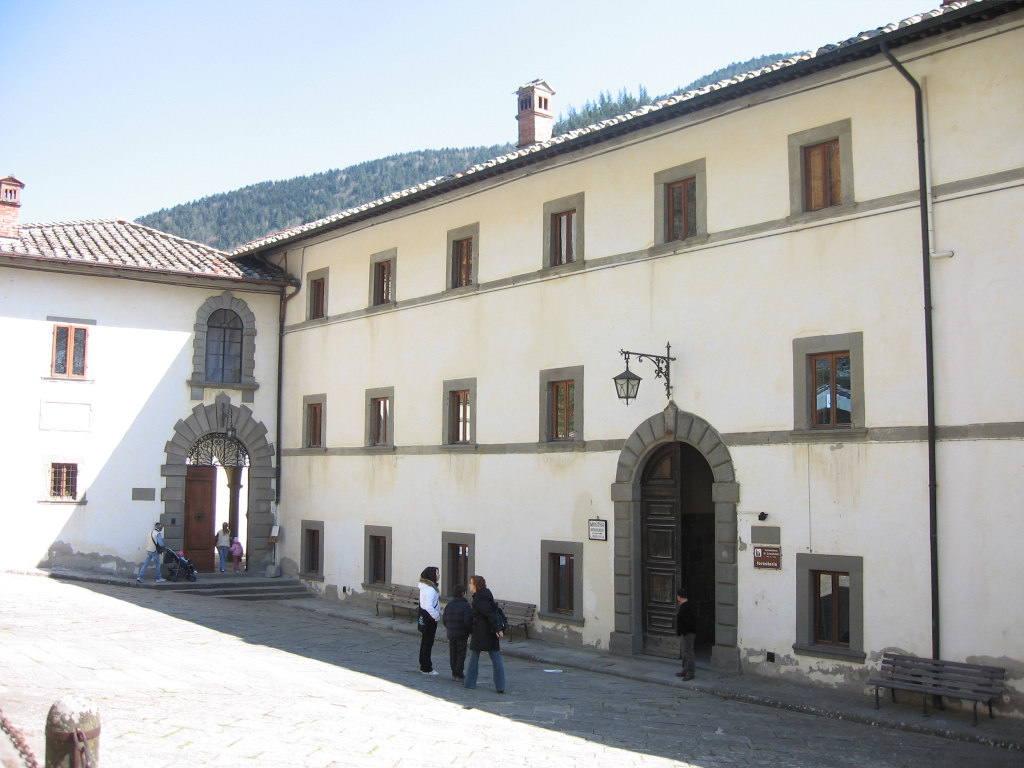
Entrée du monastère.

L'endroit a une tradition de culture savante particulièrement depuis qu'Ambrogio Traversari, prieur général de la congrégation, y fonda dans les années 1430 une école pour les novices. La foresteria est un haut-lieu de l'histoire de l'humanisme italien : elle accueillit Laurent de Médicis, son frère Julien et leurs amis Léon Battista Alberti, Donato Acciaiuoli, Marsile Ficin, Cristoforo Landino et d'autres encore. De là les Disputationes Camaldulenses, l'une des principales œuvres de Cristoforo Landino (1472) : sur le modèle des Disputationes Tusculanæ de Cicéron (les « Entretiens dans sa villa de Tusculum »), il s'agit d'entretiens philosophiques rédigés en latin, organisés en quatre livres, supposés avoir eu lieu entre les frères Médicis, Alberti, Ficin, les frères Acciaiuoli (Piero et Donato), Landino, Alamanno Rinuccini et d'autres, dans les bâtiments du monastère au cours d'une excursion estivale ; les sujets traités sont la vie contemplative, le souverain bien et les allégories de Virgile ; chacun des quatre livres s'ouvre par une adresse au duc Frédéric de Montefeltro, pour qui ces entretiens auraient été mis par écrit.
Les congrégations religieuses ont été dissoutes, et le monastère de Camaldoli fermé, en 1810 au temps du royaume napoléonien d'Italie (il y a eu une nouvelle dissolution en 1866). L'établissement n'a été réoccupé par des moines qu'à partir de 1934, et les bâtiments, alors délabrés, ont fait l'objet d'une restauration jusqu'en 1954. Depuis, le monastère a renoué avec sa tradition d'accueil, et aussi avec sa tradition savante, puisqu'il abrite à nouveau une bibliothèque de 30 000 volumes, certains anciens et précieux, et qu'il y a également une salle Cristoforo Landino où se tiennent régulièrement des colloques savants. C'est notamment le lieu de « semaines théologiques » dont s'occupa longtemps Giovanni Battista Montini, devenu ensuite le pape Paul VI. 

## L'ermitage

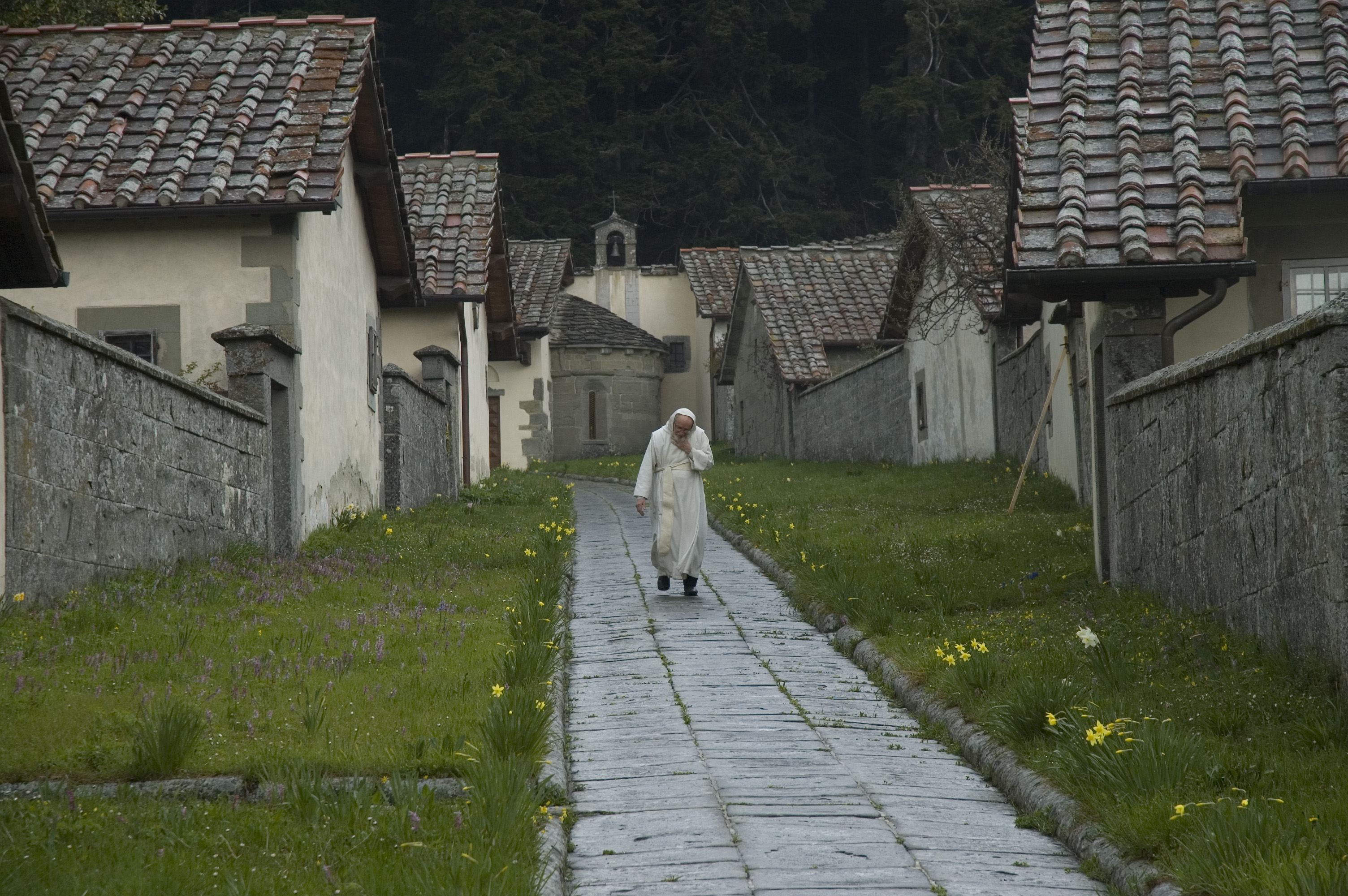
Cellules de l'ermitage.

Il est ceint par un mur de pierre, et on y entre par un portail. Au centre, l'église Saint-Sauveur-Transfiguré : l'édifice date fondamentalement du début du XIIIe siècle (consécration le 23 août 1220 par le cardinal Hugolin d'Agnani, futur pape Grégoire IX), mais a été depuis profondément remanié et redécoré ; la façade actuelle, avec ses deux tours carrées, plaquée d'ailleurs sur l'ancienne façade, date de 1713/14 ; l'intérieur a été décoré au XVIIe siècle dans le style baroque. Parmi les bâtiments accessibles tout autour, il y a la cellule historique de saint Romuald, englobée dans le bâtiment de la bibliothèque, et qui se visite, et différentes parties comme la salle capitulaire (XVIe siècle), la sacristie, le réfectoire. Il y a aussi une maison d'hôtes. 
Dans une partie non accessible au public de l'enceinte, fermée par une grille, se trouve la « laure » (en italien lavra), c'est-à-dire le petit village formé par les cellules des ermites, qui sont actuellement au nombre de vingt, disposées en cinq files, toutes faites sur le modèle de celle de saint Romuald, qui est la seule qui soit visible par le public. 